# Lake City, Florida
Lake City är en stad (city) i Columbia County, i delstaten Florida, USA. Enligt United States Census Bureau har staden en folkmängd på 12 026 invånare (2011) och en landarea på 31,1 km². Lake City är huvudort i Columbia County.